# Лидия Вълкова-Бешевич
Лидия Въ̀лкова-Бѐшевич е българска танцьорка и хореографка.

## Биография
Родена е през 1901 г. Учи медицина в Германия и Швейцария. Същевременно специализира танцови изкуства при Рудолф фон Лабен, Мери Вигман, Лион Вуйчиховски. Балетмайстор е в Манхайм, Кьонингсберг, Мюнстер и Берлин. Работи като режисьор на театрални и пантомимни представления. През 1930-те години прави множество представления в цяла България, където изпълнява концертни програми със собствена хореография. През 1935 г. поставя балета „Жар-птица“, а през 1937 г. нова версия на балета „Лебедово езеро“ на сцената на Софийската опера. Умира през 1943 г.